# Manganonewberyita
La manganonewberyita és un mineral de la classe dels fosfats.

## Característiques
La manganonewberyita és un fosfat de fórmula química Mn(PO₃OH)(H₂O)₃. Va ser aprovada com a espècie vàlida per l'Associació Mineralògica Internacional en el mes de maig de l'any 2024, i va ser publicada a la revista internacional Mineralogical Magazine per Anthony R. Kampf et al. en el mes de gener de 2025 amb el títol «Manganonewberyite, Mn(PO₃OH)(H₂O)₃, the manganese analogue of newberyite from the Cassagna mine, Italy». Cristal·litza en el sistema ortoròmbic. Es tracta de l'anàleg amb manganès de la newberyita. Segons la classificació de Nickel-Strunz pertany a «08.CE: Fosfats sense anions addicionals, amb H₂O, només amb cations de mida mitjana, RO₄:H₂O sobre 1:2,5».
Les mostres que van servir per a determinar l'espècie, el que es coneix com a material tipus, es troben conservades a les col·leccions mineralògiques del Museu d'Història Natural del Comtat de Los Angeles, a Los Angeles (Califòrnia) amb els números de catàleg: 76311 i 76312.

## Formació i jaciments
Va ser descoberta a la mina Cassagna, situada a la localitat de Ne, a la província de Gènova (Ligúria, Itàlia). Aquesta mina italiana és l'únic indret de tot el planeta on ha estat descrita aquesta espècie mineral.